# Семеновський (Глазовський район)
Семе́новський (рос. Семёновский) — присілок в Глазовському районі Удмуртії, Росія.

## Населення
Населення — 45 осіб (2010; 36 в 2002).
Національний склад станом на 2002 рік:
- удмурти — 97 %

## Урбаноніми[3]
- вулиці — Вільхова, Залізнична, Паркова